# Újezd (ort i Tjeckien, Olomouc)
Újezd är en ort i Tjeckien.   Den ligger i regionen Olomouc, i den östra delen av landet, 200 km öster om huvudstaden Prag. Újezd ligger 240 meter över havet och antalet invånare är 1 341.
Terrängen runt Újezd är platt åt sydväst, men åt nordost är den kuperad.Runt Újezd är det ganska tätbefolkat, med 144 invånare per kvadratkilometer. Närmaste större samhälle är Olomouc, 19,4 km söder om Újezd. Trakten runt Újezd består till största delen av jordbruksmark.